# 1232 (szám)
Az 1232 (római számmal: MCCXXXII) az 1231 és 1233 között található természetes szám.

## A szám a matematikában
A tízes számrendszerbeli 1232-es a kettes számrendszerben 10011010000, a nyolcas számrendszerben 2320, a tizenhatos számrendszerben 4D0 alakban írható fel.
Az 1232 páros szám, összetett szám. Kanonikus alakja 24 · 71 · 111, normálalakban az 1,232 · 103 szorzattal írható fel. Húsz osztója van a természetes számok halmazán, ezek növekvő sorrendben: 1, 2, 4, 7, 8, 11, 14, 16, 22, 28, 44, 56, 77, 88, 112, 154, 176, 308, 616 és 1232.
Az 1232 két szám valódiosztó-összegeként áll elő, ezek a 2458 és az 1231².

## Csillagászat
- 1232 Cortusa kisbolygó